# Atropha luteipes
Atropha luteipes là một loài tò vò trong họ Ichneumonidae.